# أحمد أباد (حسين أباد)
أحمد أباد (بالفارسية: احمدآباد) هي قرية تقع في إيران في قسم حسین أباد. يقدر عدد سكانها بـ 413 نسمة بحسب إحصاء 2016.